# Музыка Хорватии
Хорватская музыка, развитие которой охватывает период от средневековья до современности, — важная составляющая часть хорватской культуры.

## Профессиональная музыка

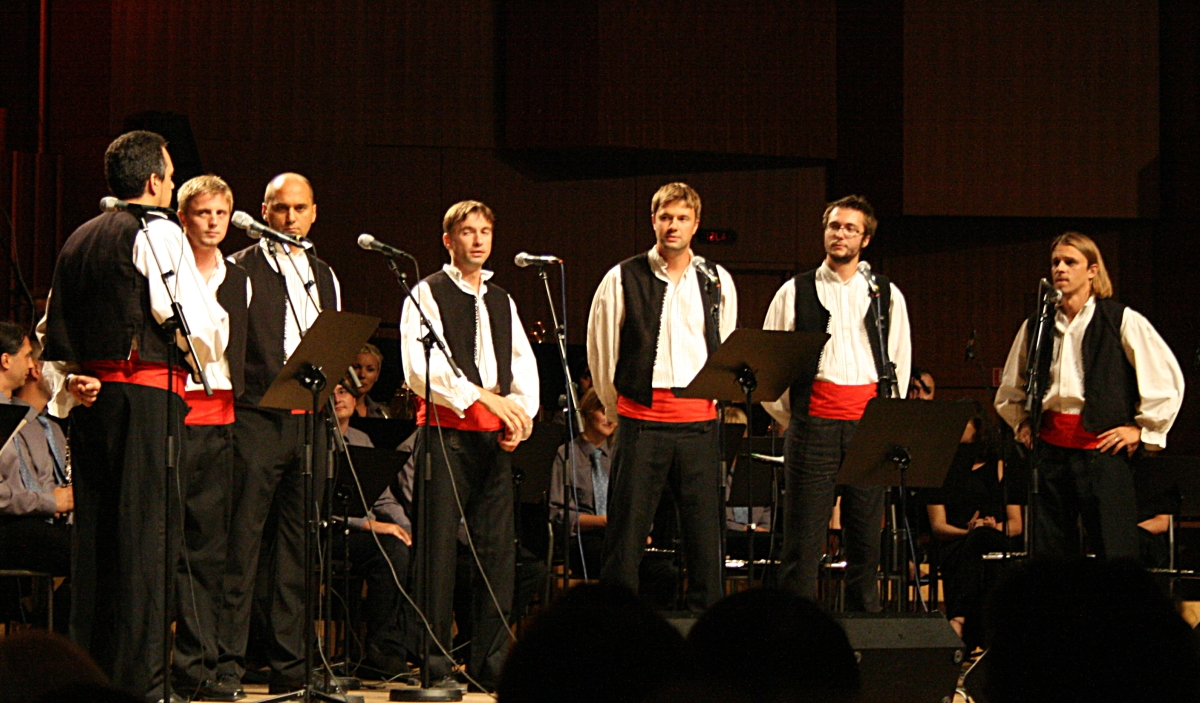
На благотворительном концерте Križ nek 'ti sačuva ime в концертном зале им. Ватрослава Лисинского в Загребе, 7 сентября 2008 года

Первые памятники профессиональной музыкальной культуры — культовые произведения, возникшие в X веке в монастырях Далмации (побережье Адриатического моря). Не будучи зависимой от Османской империи, как другие районы страны, она поддерживала связь с Италией, поэтому в светском профессиональном музыкальном искусстве Далмации ощутимо влияние итальянской музыки, особенно в Дубровнике — крупнейшем культурном центре Далмации. С XVI века здесь ставились пасторали, драматические игры с пением и танцами, мистерии, литургические драмы, в XVI—XVIII веках — пьесы с музыкальными номерами. Среди композиторов XVI—XVII веков, работавших в городах Далмации, выделяются хорваты А. Патриций, Ю. Скаветич, В. Елич, особенно И. Лукачич (сб.: мотетов «Sacrae cantiones», 1620) и итальянец Т. Чеккини.

### Новое время
В XIX веке ряд хорватских музыкантов были известны и за рубежом. В их числе — М. Степан, Ю. Байамонти, И. М. Ярнович, отец и сын Л. и А. Соркочевичи. В XIX веке центр музыкальной культуры переместился в северные области Хорватии — выдвигается Загреб, где в 1797 году открылся первый постоянный «Амадеем театр» (существовал до 1834 года), на сцене которого выступали приезжие труппы (немецкие, итальянские).
Решающее влияние на дальнейшее развитие хорватской музыки произвел иллиризм — общественно-политическое и культурное движение в Хорватии в 1830-40-х годах, которое вызвало подъем и музыкального искусства. Пробудился интерес к народному творчеству, национальной истории, развернулась просветительская деятельность хорватских музыкантов, возникли хоровые общества, в том числе Народное Иллирийское хоровое общество (1839), появились массовые песни и другие произведения, проникнутые национально-патриотическим содержанием. Среди авторов популярных патриотических песен и маршей того времени — Ф. Ливадич, Ф. Пинтарич, И. Падовец, Ф. Русан, Ф. Покорный. Первый крупный хорватский профессиональный композитор — Ватрослав Лисинский, создатель национальной оперы (романтическая опера «Любовь и злодейство», 1846; историческая драма «Порин», 1851, постановка в Загребе в 1897 году). В 1827 году в Загребе группой любителей музыки создана первая в Хорватии значительная музыкальная организация — общество «Музикферайн» (неоднократно переименовывался; с 1925 года — «Хрватски глазбени завод»), при котором в 1829 году основана музыкальная школа, потом любительский оркестр (участвовал в оперных спектаклях, которые ставились в нем итальянскими труппами). В 1834 году построено первое в Хорватии специальное театральное здание — театр на Марковой площади (позже стал называться Хорватский национальный театр). По инициативе деятелей иллиризма в театре исполнялись отрывки из пьес и опер хорватском языке, между действиями звучали национально-патриотические песни, так называемые будници. В 1840 году поставлен первым хорватский национальный музыкальный спектакль «Юран и София» Ливадича (текст И. Кукулевича-Сакцинського).

### XX и XXI века
После образования Королевства сербов, хорватов и словенцев (1918; с 1929 года — Королевство Югославия) началось формирование хорватской национальной композиторской школы. Её утверждению способствовал общий подъем культурной жизни Хорватии в 1920-30-е годы, в том числе развитие музыкального образования. В 1916 году в Загребе на основе музыкальной школы при музыкальном обществе «Хрватски глазбени завод» была организована консерватория, в 1920 году стала государственной (с 1922 года — Музыкальная академия). Открылось несколько средних музыкальных школ в Загребе (в том числе «Лисинская», 1927) и других городах. Организованы новые и реорганизованы ранее существовавшие исполнительные коллективы. В 1919 году на базе оркестра хорватского национального театра создан филармонический оркестр, получивший в 1920 году название Загребской филармонии и занявший ведущее место в концертной жизни Хорватии. Ведущая роль в развитии национальной музыкальной культуры в 1920—30-е годы принадлежала крупнейшим хорватским композиторам К. Барановичу, Я. Готовацу и Й. Славенскому. Они внедрили новые жанры — национальную комическую оперу («Стриж-котенок» Барановича, 1932; «Эро с того света» Готоваца, 1935) и балет («Пряничное сердце» Барановича, 1935), программную оркестровую музыку и камерно-инструментальный ансамбль.
С образованием Федеративной Югославии в Хорватской республике были открыты новые оперные театры — в Осиеке и Сплите (1945), симфонические оркестры Радио в Загребе, Риеке и Дубровнике, камерный оркестр «Загребские солисты», хоровое общество «Пава Марковац», «Владимир Назорей», «Братство и единство» и другие. Стали регулярно выходить музыкальные журналы «Muzicke novine» (1946), «Muzika i skola» (с 1956) и др. Организован союз хорватских композиторов, музыкантов-исполнителей, музыкантов-педагогов, фольклористов. Создан музыкальный отдел в Академии наук и искусств Хорватии.
Проводятся музыкальные фестивали, в том числе международные — «Дубровницкие летние игры» (с 1950 года), «Сплитские летние игры» (с 1954 года), «Загребский биеннале» (с 1961 года) и другие. Среди композиторов конца 1940—50-х годов — Б. Папандопуло, М. Ципра, И. Брканович, Б. Белинский, C. Златич, И. Лхотка-Калинский, М. Девчич, С. Шулек. Новые течения западноевропейской музыки 50-х годов, в том числе авангардизм, отразились в произведениях следующих композиторов: Б. Сакач, М. Келемен, И. Малец. В 1960—70-е годы выдвинулись композиторы С. Хорват, А. Клобучар, Д. Детони, И. Кульерич, в 1990-х и начале 2000-х — Ф. Парач, И. Йосипович (президент Хорватии в 2010-15), Б. Шипуш (род. 1958), М. Тарбук (род. 1962).
Крупнейшие хорватские музыковеды — Й. Андрич, В. Жганец, А. Видакович, К. Ковачевич, И. Суцичич, Л. Жупанович, Н. Глиго.
Среди исполнителей: дирижеры — Л. фон Матачич, М. Хорват, М. Башич, Н. Бареза, Б. Клобучар; пианисты — И. Погорелич, И. Мачек, Ю. Мурай, М. Лоркович, П. Гвоздич, В. Крпан; скрипачи — З. Балия, И. Пинкава, И. Клима, Т. Нинич; виолончелисты А. Янигро, В. Дешпаль; певцы — В. Руждяк, Н. Путтар-Голд, М. Подвинец, Ф. Паулик, Н. Жунец, Б. Стилинович, М. Кларич, М. Радич, Р. Поспеши Балдан, Б. Рук-Фочич, Л. Молнар-Талаич.

## Фольклор
Хорватская музыка черпает свои истоки из фольклора славянских племен, поселившихся на Балканах в VII веке. Ритуальные, эпические, танцевальные, лирические и другие песни имеют областные различия. Наибольшим национальным своеобразием отличаются народные песни центральных районов Хорватии. У жителей побережья Адриатического моря они близки к итальянским песням, в северных областях — в альпийскому музыкальному фольклору, в Меджимурье — к старинным венгерским крестьянским песням.
Для хорватских народных песен характерны 7-ступенные натуральные лады, иногда пентатоника, встречается ладовая переменность, богатая ритмика отличается разнообразием (в танцевальных напевах частые синкопы), применяются также переменные размеры. Среди специфических жанров народной музыки Хорватии следует отметить следующие:
- Ганга (хорв. ganga) — бытует в сельской местности Лики и Далмации, а также в Боснии и Герцеговине. Ганга поётся солистом, к нему присоединяется хор в крикливой манере и в диссонирующий интервал (обычно в малую секунду).
- Грокталица (хорв. groktalica, rozgalica — букв. ворчание) — помимо Лики, Далмации и Боснии встречается и в Сербии, где входит в список нематериального культурного наследия. Грокталица также запевается солистом, но продолжается хором протяжным пением слога «ой», тремоло и вибрато, напоминающими блеяние. В этой технике поются эпические, лирические и свадебные песни.
- Ойканье (хорв. ojkanje) — двух- или многоголосное пение, распространённое во внутренних районах Далмации и характеризующиеся использованием тремоло и ограниченных набором гамм, главным образом хроматических. Ойканье исполняется и мужчинами, и женщинами[2][3].
- Тамбурица (хорв. tamburica) — инструментальный жанр, название которого происходит от названия семейства струнных инструментов — тамбуры, используемых для исполнения музыки этого жанра. Представляет собой песни, которые поются под аккомпанемент, преимущественно любовной и пасторальной тематики. Расцвет жанра приходится на XIX век, когда исполнители тамбурицы — тамбураши собирались в большие ансамбли, однако популярность сохранялась и в XX веке (среди самых известных исполнителей — Яника Балаж). В Хорватском Загорье тамбурица включена в состав народных оркестров, вместе со скрипками, цимбалами и аккордеоном.
- Клапа (хорв. klapa) — традиционное название мужских акапелльных коллективов, а также музыки, которую эти коллективы исполняют. Возникла в 1960-х годах.
- Бечарац (хорв. bećarac) — юмористические песенки вроде русских народных частушек, также распространённые в Воеводине, на севере Сербии. Каждый куплет представляет собой десятисложное четверостишие и сопровождается игрой на тамбурах и хором. Первая строка, как и в случае с гангой и грокталицей, поётся запевалой, вторая хором. Вместе они образуют первый стих, являющийся логическим тезисом (сетап). Второй же полностью исполняется хором и является юмористической антитезой, разрушающей эффект тезиса, грубо говоря, панчлайном. Довольно часто слова являются импровизацией, а исполение продолжается до тех пор, пока силы не иссякнут[4]. В 2011 году бечарац, наряду с исполнением коло без какой-либо музыки (немое коло, хорв. nijemo kolo, англ. silent kolo) было внесено в список нематериального культурного наследия ЮНЕСКО в Хорватии[5].
- Линджо (хорв. linđo) — парный танец, распространённый на юге Далмации (например, в Дубровнике и его окрестностях), характеризующийся припрыжками и сопровождающийся речитативом или припевками. Танцоры исполняют танец, кружась вокруг музыканта-лиечара[6].
- Дрмеш (хорв. drmeš) — круговой танец наподобие коло, распространённый в Посавине, Подравине и Загорье.
- Морешка (хорв. moreška) — танец, традиционно исполняемый во время дней чествования святых (например, 29 июля — в день Феодора Тирона), а ныне — еженедельно для развлечения туристов, в городе Корчула на одноимённом острове. Танец основан на мореске — западноевропейском (преимущественно итальянском) танце Ренессанса, а в современном виде он сформировался в середине XVII века[7][8]. Морешка в утрированном и гипертрофированном виде описывает битву сарацин-мавров и христианских рыцарей (впоследствии, в XIX веке, произойдёт уточнение: вместо безликих христиан маврам будут противостоять хорваты[9]), поводом для которой, по сюжету, следует похищение принцессы Булы[10] (традиционно одетой по-турецки) королём мавров Моро. Однако её возлюбленный, христианский король Осман побеждает Моро и его войско, и освобождает Булу из плена. Участники танца, гарцуя и подскакивая, размахивают фальшивыми мечами. «Мавры» облачены в чёрно-белые кафтаны и брюки, а «христиане» — в красно-белые, на голове танцоры носят тюрбаны, украшенные подушечками. Иногда танцоры, играющие роль мавров, наносят на лицо чёрный грим. Участие в танце является почётным для островитян, только они имеют право его исполнять. Всего на Корчуле существуют две группы, исполняющие морешку.
- Кумпания (хорв. kumpanija) — схожий танец, также исполняемый в Корчуле, но на этот раз во многих городах и деревнях, в особенности в селе Блато. Традиционно сопровождается аккомпанементом волынки.

Кроме тамбуры, среди хорватских народных инструментов — гусле, используемые преимущественно для сопровождения эпических и исторических песен, в тематике которых важное место занимали войны за независимость от османского ига. В фольклоре пастухов Далмации, Лики и Истрии встречается язычковый духовой инструмент дипле (хорв. diple), который в зависимости от распространения, может быть как и волынкой (хорв. gajde, mih), так и флейтой наподобие жалейки. Среди других духовых инструментов выделяются малые и большие сопелки (хорв. roženica). В Далмации и Герцеговине (а особенно в Дубровнике) встречается лиерица (хорв. lijerica) — трёхструнный смычковый инструмент, родственный греческой лире, болгарской гадулке или русскому гудку, чаще всего использующаяся как аккомпанирующий инструмент к вышеупомянутому линджо. Исполнитель музыки на лиерице называется лиеричар. В Истрии, побережье залива Кварнер и на острове Крк распространены ансамбли и дуэты рожечников, играющих на сопиле (хорв. sopile) — язычковых инструментах, отдалённо напоминающих рожки или зурны. Кроме того, для этих мест характерно двухголосое пение, нередко аккомпанируемое сопилами. И пение, и инструментальное исполнение использует в Истрийский звукоряд, для которого характерны назализация, вариация, разрешение в унисон или октаву, что придаёт мелодии замысловатое, на первый взгляд алогичное звучание. Двухголосие также является членом списка нематериального культурного наследия ЮНЕСКО, куда было внесено в 2009 году.